# Sentiero attrezzato Alberto Bonacossa
Il sentiero attrezzato Alberto Bonacossa è una via ferrata delle Dolomiti orientali che offre un interessante attraversamento del gruppo dei Cadini di Misurina, offrendo a coloro che lo percorrono numerosi passaggi assicurati e soprattutto una magnifica cornice paesaggistica.
Il percorso è in parte attrezzato e si addentra nel caratteristico gruppo dolomitico ricco di cime, guglie, campanili, torrioni e forcelle. Saltuariamente troppo esposto, riesce comunque ad offrire meravigliosi panorami del cuore delle Dolomiti di Cadore.

## Descrizione
L'attacco del sentiero, identificato con il numero "117" sulla presente segnaletica del CAI, è di fianco al Rifugio Col de Varda (2115 m) il quale è raggiungibile da Misurina in seggiovia oppure che percorrendo la strada sterrata che ha inizio proprio a fianco della stazione di valle della stessa seggiovia. All'inizio del sentiero si passa di fianco ad un cippo commemorativo che ricorda l'alpinista Alberto Bonacossa a cui il sentiero è intitolato. Arrivati alla "Forcella de Misurina" (2395 m) inizia poi la discesa fino a raggiungere il fondo del Cadin della Neve, dove si incrocia il sentiero "118" e dove spesso è possibile trovare un ampio nevaio anche in piena estate. La salita successiva porta alla "Forcella del Diavolo" (2380 m) superato il quale si giunge presso il Rifugio Fonda Savio (2360 m) dove è possibile deviare anche per il sentiero "112". Superate anche le due seguenti forcelle: "Forcella de Rinbianco" (2176 m) e "Forcella Longères" (2288 m), il sentiero prosegue con una larga cengia fino a raggiungere le Tre Cime di Lavaredo al Rifugio Auronzo.
Nei tratti più esposti, sono installate funi metalliche e qualche scala, nei canali più riparati è possibile trovare nevai anche nel periodo estivo.

### Caratteristiche
- Strade di accesso: dal lago di Misurina (1.752 m), raggiungibile da Cortina d'Ampezzo (1.211 m) attraverso il Passo Tre Croci, oppure da Dobbiaco (1.241 m) lungo la Val di Landro o ancora da Auronzo di Cadore lungo la val d'Ansiei.
- Dislivello: 915 metri salita - 915 metri discesa (compresi i saliscendi)
- Tempo di marcia complessivo: 7-8 ore
- Requisiti: itinerario medio-facile, adatto ad ogni escursionista allenato. I passaggi esposti sono sempre provvisti di buone assicurazioni.
- Punti d'appoggio: rifugio Fonda-Savio (2.359 m), rifugio Auronzo (2.320 m)
- Periodo preferibile: da inizio giugno fino ad inizio ottobre

## Galleria d'immagini

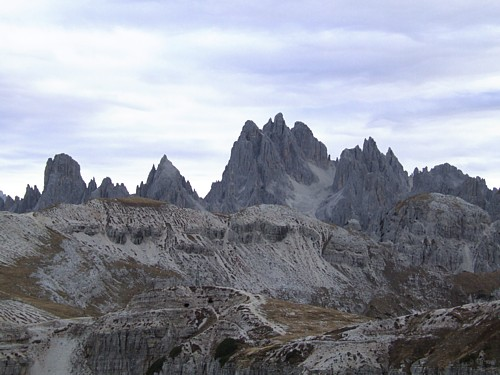
La catena dei Cadini di Misurina
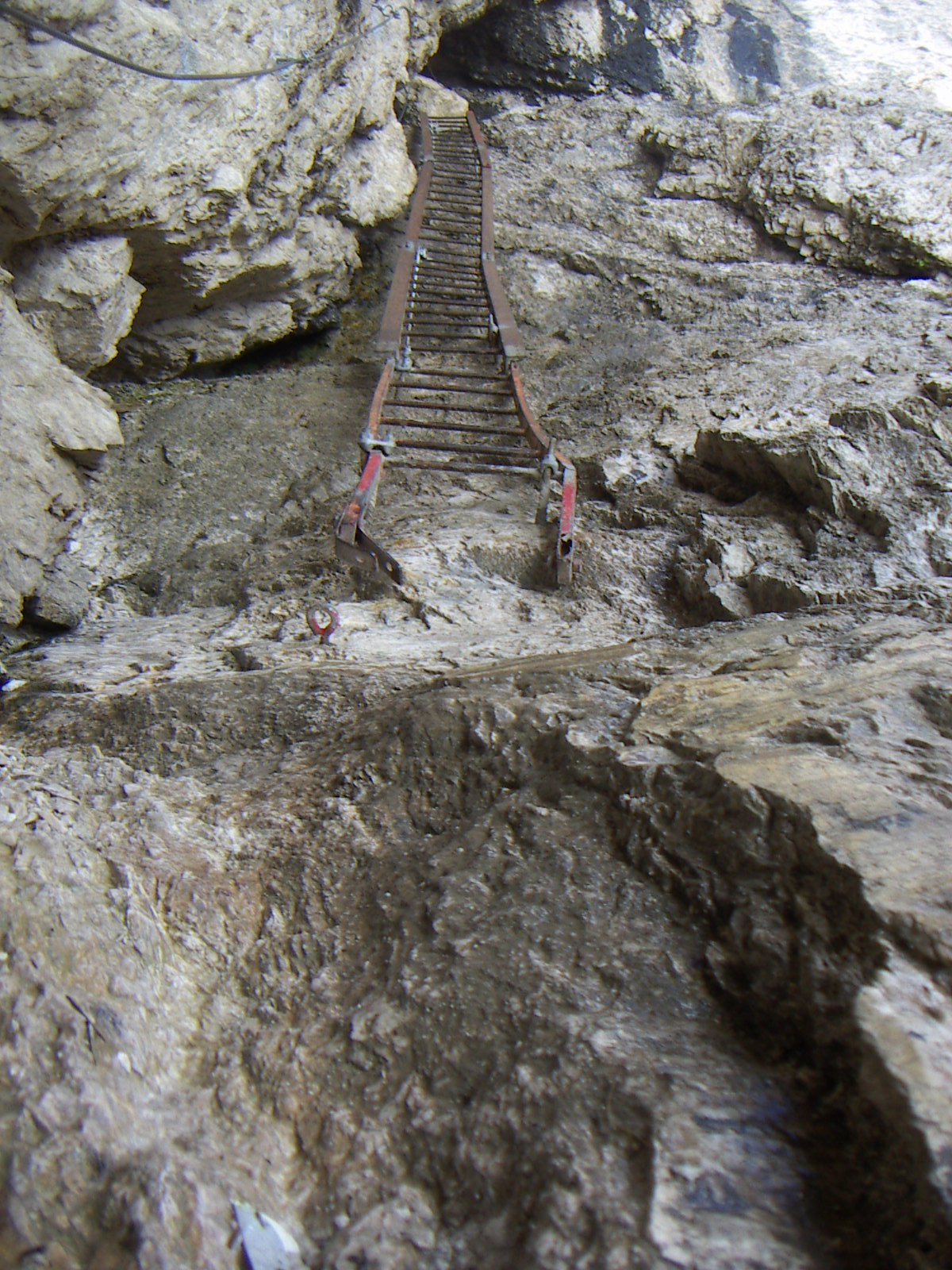
Alcune scalette lungo il sentiero Bonacossa